# Kasbek Chasbijewitsch Pagijew
Kasbek Chasbijewitsch Pagijew (russisch Казбек Хазбиевич Пагиев; * 22. Februar 1959 in Alagir, Nordossetische Autonome Sozialistische Sowjetrepublik, RSFSR, UdSSR; † 31. Dezember 2008 in Wladikawkas, Russische Föderation) war ein russischer Staatsmann.

## Leben
1981 schloss Pagiew sein Studium an der Staatlichen Technologischen Nordkaukasus-Universität (heute Nord-Kaukasische Föderale Universität) mit einem Diplom in Elektrotechnik ab. Anschließend absolvierte er ein postgraduales Studium am Moskauer Institut für Energietechnik, wo er 1996 promovierte.
Im Jahr 1999 wurde Pagiew zum Abgeordneten des Parlaments der Republik Nordossetien-Alanien gewählt. Im selben Jahr wurde er zum ersten stellvertretenden Bürgermeister von Wladikawkas. 2003 wurde er als Abgeordneter wiedergewählt.
2002 wurde Pagiew zum Leiter der lokalen Selbstverwaltungsadministration von Wladikawkas ernannt.
Am 31. Dezember 2008 wurde er in seinem Dienstwagen erschossen. Bei der Tat kam auch sein Fahrer ums Leben. 2009 wurden 11 Personen im Zusammenhang mit der Ermordung Pagiews festgenommen. Als Mörder wurde Alexander Dschussojew (Mitglied einer Gruppe des organisierten Verbrechens) identifiziert und 2011 zu 20 Jahren Haft verurteilt.